# Pat Quinn (attrice)
Patricia Quinn, detta Pat (Langhorne, 20 giugno 1937), è un'attrice statunitense.

## Biografia
Nata in Pennsylvania nel 1937, attrice prevalentemente televisiva, ha esordito nel 1966 nella serie tv Gunsmoke. Alla fine degli anni sessanta ricoprì il ruolo di Alice Brock, la protagonista di Alice's Restaurant di Arthur Penn. Il film diventò una delle più popolari pellicole dedicate al movimento hippie che contestava la guerra del Vietnam e la ballata di Arlo Guthrie, che faceva da colonna sonora, fu un successo internazionale.
L'ultimo film a cui ha partecipato Pat Quinn risale al 1994.

## Filmografia
- Alice's Restaurant, regia di Arthur Penn (1969)
- Zachariah, regia di George Englund (1971)
- Il solitario di Rio Grande (Shoot Out), regia di Henry Hathaway (1971)
- Una donna tutta sola (An Unmarried Woman), regia di Paul Mazursky (1978)
- Fuori dal tunnel (Clean and Sober), regia di Glenn Gordon Caron (1988)
- Confessions of a Hitman, regia di Larry Leahy (1994)